# خیخ ورمولن
خیخ ورمولن (انگلیسی: Gijs Vermeulen; ۷ مهٔ ۱۹۸۱ – ) قایقران روئینگ اهل پادشاهی هلند بود.
وی در مسابقات کشوری و بین‌المللی در مجموع برندهٔ ۲ مدال نقره، ۲ مدال برنز شده‌است.